# AngularJS
AngularJS("Angular.js" 또는 "AngularJS 1.X")는 자바스크립트 기반의 오픈 소스 프론트엔드 웹 애플리케이션 프레임워크의 하나로, 싱글 페이지 애플리케이션 개발 중에 마주치는 여러 문제들을 해결하기 위해 개발되었으며 주로 구글과 개별 커뮤니티, 여러 회사에 의해 유지보수되고 있다. 자바스크립트 구성 요소들은 크로스 플랫폼 모바일 앱을 개발하기 위해 사용되는 프레임워크인 아파치 코도바를 보완한다. 리치 인터넷 애플리케이션에 공통적으로 사용되는 구성 요소들과 더불어 클라이언트 사이드의 모델-뷰-컨트롤러(MVC)와 모델-뷰-뷰모델(MVVM) 구조를 위한 프레임워크를 제공함으로써 이러한 애플리케이션들의 개발 및 테스트를 단순화하는 것이 목적이다. 2014년에 오리지널 AngularJS 팀은 Angular 플랫폼에 대한 작업에 착수하였다.

## 부트스트랩
AngularJS 부트스트래퍼가 수행하는 작업들은 DOM을 로드한 이후 세 단계로 발생한다:
1. 새로운 인젝터(Injector)를 만든다
2. DOM을 형식화하는 디렉티브(directive)를 컴파일한다
3. 모든 디렉티브들을 스코프(scope)로 링크한다

AngularJS의 디렉티브들은 개발자가 사용자 지정 및 재사용 가능한 HTML 유사 요소 및 속성을 지정할 수 있게 하며 이들은 데이터 바인딩과 프레젠테이션 구성 요소의 동작을 정의한다. 가장 흔히 사용되는 디렉티브들 중 일부는 아래와 같다:
ng-app
ng-bind
ng-model
ng-model-options
ng-class
ng-controller
ng-repeat
ng-show & ng-hide
ng-switch
ng-view
ng-if
ng-aria
ng-animate
ng-* 속성은 HTML 사양에 유효하지 않기 때문에 data-ng-*를 두문자(prefix)로 사용할 수도 있다. 이를테면 ng-app와 data-ng-app는 AngularJS에서 유효하다.

## 같이 보기
- React.js
- Vue.js